# Petri Niiranen
Petri-Mikael Niiranen (Helsinki, 9 febbraio 1966) è un ex cestista finlandese.

## Carriera
Con la Finlandia ha disputato i Campionati europei del 1995.

## Palmarès

### Individuale
- Korisliiga MVP: 2

Helsingin NMKY: 1991-1992, 1993-1994